# Sklené (Žďár nad Sázavou-i járás)
Sklené település Csehországban, a Žďár nad Sázavou-i járásban. Sklené Počítky, Světnov, Tři Studně, Cikháj, Lhotka és Vlachovice településekkel határos. Lakosainak száma 101 fő (2024. január 1.).

## Népesség
A település lakosságának változását az alábbi diagram mutatja:
| Lakosok száma | 510  | 376  | 306  | 130  | 72   | 95   | 110  | 106  | 109  | 101  |
|               | 1869 | 1890 | 1921 | 1950 | 1980 | 2001 | 2017 | 2019 | 2022 | 2024 |